# Chaczkar w Gliwicach

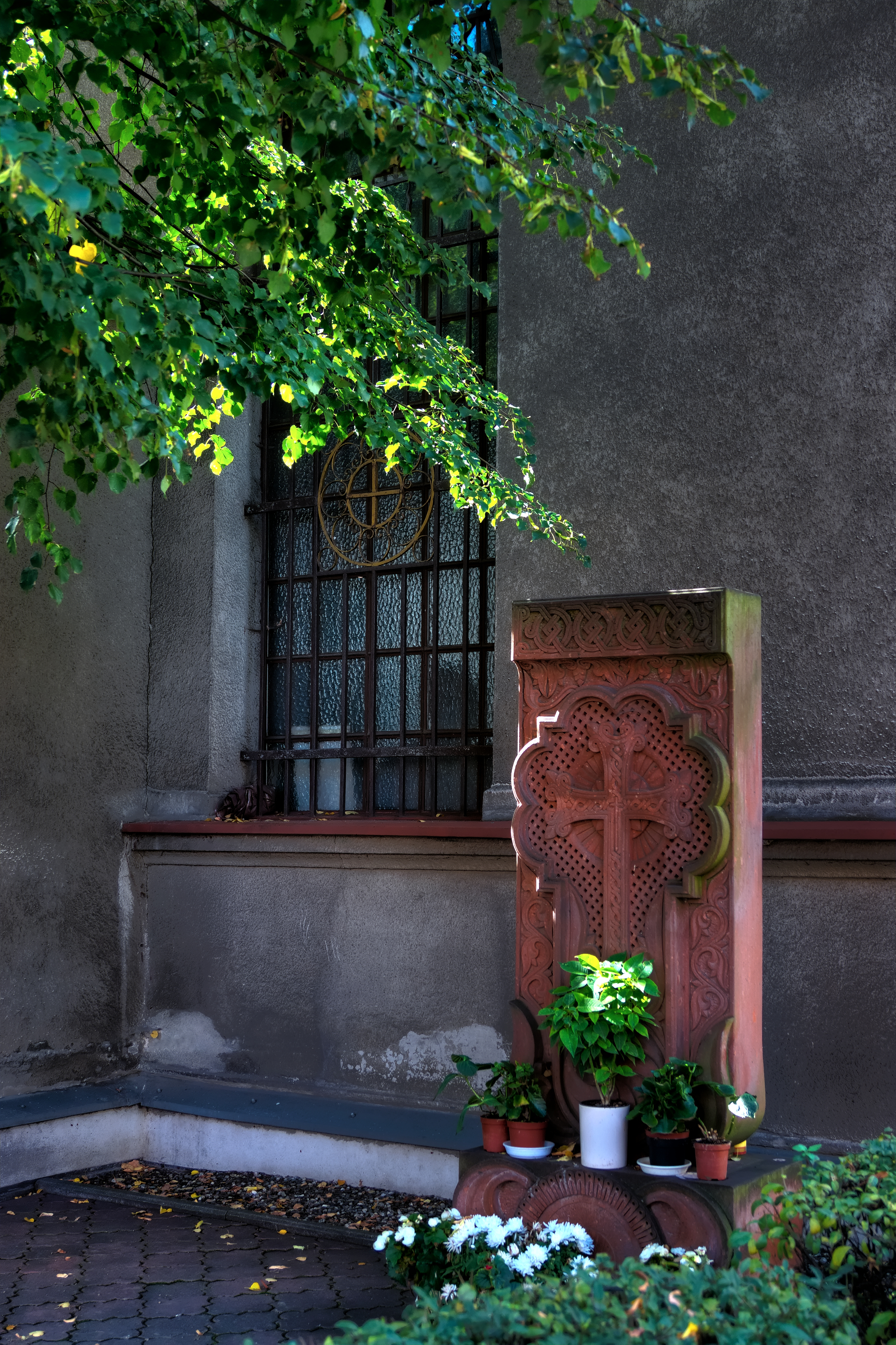
Chaczkar przed Kościołem Św. Trójcy w Gliwicach

Chaczkar w Gliwicach – ormiańska kamienna stela pamiątkowa, usytuowana przed kościołem pw. Świętej Trójcy w Gliwicach, przy ul. Mikołowskiej.
Chaczkar usytuowany jest przy kościele, będącym od 2009 r. kościołem parafialnym ormiańskokatolickiej parafii południowej pw. św. Grzegorza Oświeciciela z siedzibą w Gliwicach. Został ustawiony jako znak pamięci o ludobójstwie Ormian. Jest darem narodu ormiańskiego. Wykonany w Armenii według tradycyjnych wzorów z czerwonego tufu wulkanicznego, jest ozdobiony bogatą ornamentyką z krzyżem ormiańskim jako centralną figurą. Został sprowadzony do Gliwic za pośrednictwem fundacji „Sztuka bez granic”.
Uroczystość odsłonięcia piątego w Polsce chaczkaru miała miejsce w połowie lipca 2011 r. Gospodarzem uroczystości był proboszcz gliwickiej parafii ormiańsko-katolickiej w Gliwicach, ksiądz Tadeusz Isakowicz-Zaleski. Krzyż poświęcił arcybiskup Grigoris Bunanyan, zwierzchnik Ormiańskiego Kościoła Apostolskiego ze Lwowa. Obecni byli także ksiądz prałat Cezary Anusewicz, proboszcz parafii ormiańskiej z Gdańska, proboszczowie gliwickich parafii rzymskokatolickich oraz goście z Armenii.